# Moudawana
Pour les autres articles nationaux ou selon les autres juridictions, voir Code du statut personnel.
Lire en ligne

Loi N° 70-03 portant Code de la famille

La  Moudawana ou Code du statut personnel marocain est le droit de la famille marocain codifié en 1958 sous le règne du roi Mohammed V. Ce code a été amendé une première fois en 1993 par Hassan II, puis révisé en février 2004 par le Parlement marocain, et promulgué par le roi Mohammed VI le 10 octobre 2004. Cette dernière révision améliore entre autres les droits des femmes.

## Historique
La question de la condition féminine a été l’objet de grands débats au Maroc, qui fut l’un des premiers des États maghrébins à obtenir son indépendance (le 2 mars 1956). Déjà en 1947, Lalla Aïcha, la fille aînée du roi Mohamed V, apparaissait dévoilée en public et, au lendemain de l’indépendance, les médias montraient une famille royale unie et habillée à l’occidentale : le roi Mohamed V entouré de ses deux fils et de ses quatre filles assistant aux diverses manifestations patriotiques, en l’absence certes de la « mère des princes » (puisque le titre de reine n'existe pas au Maroc).
Avant l'indépendance c'est le fiqh qui régissait les rapports civils entre les individus. D'essence malékite, ce code perdurera pendant plus de 40 ans sans subir la moindre modification.
En 1958, le roi Mohamed V charge un groupe d’oulémas, parmi lesquels des personnes de renom, tels que Mokhtar Soussi, Fqih Daoud et Allal El Fassi, d’user de leurs connaissances du fiqh pour élaborer une première mouture de la Moudawana, ou code du statut personnel,. « Le texte paraissait assez avancé au lendemain de l’indépendance. Il a néanmoins montré ses limites au bout de vingt ans », souligne Mme Wafa Hajji, présidente de Jossur. « La revendication relative à la réforme de ce texte remonte au milieu des années 1970 ».
L'action d'une organisation féministe, l'Union de l’action féminine (UAF), animée notamment par Latifa Jbabdi, fait pression sur le pouvoir marocain dans les années 1990 pour obtenir de nouvelles évolutions. Quelques avancées réduites se concrétisent en septembre 1993, sous le règne d'Hassan II , puis la Moudawana évolue en 2004, grâce à l'appui du nouveau roi du Maroc, Mohammed VI, sans faire disparaître complètement les inégalités entre femmes et hommes, tandis qu'un écart significatif persiste entre l'esprit de ce nouveau code et la pratique,,,,,.

## Le code actuel
Exemple des principaux points de la réforme :
- La coresponsabilité des conjoints : La famille est placée sous la responsabilité conjointe des deux époux et plus sous celle exclusive du père. La règle de « l'obéissance de l'épouse à son mari » est abandonnée.
- La tutelle matrimoniale : La femme n'a plus besoin de tuteur pour se marier
- L’âge du mariage : L’âge minimum légal de mariage passe de 15 ans à 18 ans.
- La polygamie : Tout en restant autorisée, elle devient plus difficile. Le consentement de la première épouse devient obligatoire. Elle n’est pas abolie mais elle est soumise à des conditions strictes.
- Les mariages civils - Les mariages faits à l'étranger sont reconnus par la nouvelle Moudawana, à condition que deux témoins au moins soient musulmans.
- La répudiation : Elle est soumise à l'autorisation préalable du juge. Auparavant, c'était un droit exclusif du mari, ce qui n'est plus le cas et la simple lettre de répudiation établie devant un responsable religieux ne suffit pas non plus.
- Le divorce : La femme peut dorénavant demander le divorce et les conditions de demande sont assouplies.
- Gestion du foyer - L'obligation de l'époux de subvenir aux besoins de sa femme et celle de la femme d'obéir à son époux ont été remplacées par l'obligation de l'époux de subvenir seul aux besoins du ménage et le droit des deux époux de gérer mutuellement les affaires du foyer.
- Domicile familial : Lors d'un divorce, le parent qui obtient la garde des enfants conserve le domicile familial.
- Le harcèlement sexuel : Il est désormais considéré comme une faute et puni par la loi.
- Fidélité : La fidélité de la femme envers son époux, principe traditionnel du droit coranique, mais qui n'avait été codifié qu'au Maroc, est modifiée : alors que l'ancien code faisait de la fidélité de la femme « le premier des droits du mari », le nouveau prescrit une « fidélité mutuelle »[8].
- Nationalité : La possibilité pour une femme marocaine de transmettre sa nationalité à ses enfants n'est pas reconnue dans la Moudawana, mais après une campagne publique, elle a été reconnue dans le nouveau code de nationalité, le roi Mohammed VI l'a autorisée en octobre 2006[9] ; la loi a été approuvée par le Parlement.